# Going Out in Style
Albums de Dropkick Murphys
The Meanest of Times Signed and Sealed in Blood
Going Out In Style est le septième album studio du groupe de punk celtique américain Dropkick Murphys sortie le 1er mars 2011. L'album sera le second produit sur leur propre label du groupe Born & Bred Records. Le magazine Rolling Stone dévoile en exclusivité un premier titre de l'album, Memorial Day et explique que le septième album du groupe sera un album-concept, qui tout au long des treize chansons de l'album racontera la vie d'un immigrant irlandais en Amérique appelé Cornelius, et des évènements majeurs de sa vie qui l'on amenée à immigrer aux États-Unis.

## Titres
Toutes les chansons sont écrites et composées par Dropkick Murphys excepté celles notées. 
1. Hang'em high
2. Going out in Style (avec Fat Mike, Chris Cheney et Lenny Clarke)
3. The Hardest Mile
4. Cruel
5. Memorial Day
6. Climbing A Chair To Bed
7. 1953
8. Deeds Not Words
9. Take 'Em Down
10. Broken Hyms
11. Sunday Hardcore Matinée
12. Peg O' My Heart (avec Bruce Springsteen)[2]
13. The Irish Rover (chanson traditionnelle irlandaise)

## Composition du groupe
- Al Barr : chant
- James Lynch : guitare, chant
- Ken Casey : basse, chant
- Matt Kelly : batterie, chant, bodhrán (tambour irlandais traditionnel)
- Scruffy Wallace : cornemuse
- Tim Brennan : accordéon, guitare acoustique, flûte de pan, violon
- Jeff DaRosa : banjo, guitare

## Collaboration
- Bruce Springsteen - Chant sur Peg'O My Heart
- Fat Mike - chant sur Going Out In Style
- Chris Cheney - chant sur Going Out In Style
- Lenny Clarke - chant sur Going Out In Style'